# Caves Ferret
Les Caves Ferret són una obra de Font-rubí (Alt Penedès) inclosa a l'Inventari del Patrimoni Arquitectònic de Catalunya.

## Descripció
És un conjunt d'edificis que està situat al peu del carrer més important del nucli urbà de Guardiola de Font-rubí. Es tracta de construccions urbanes interessants per diversos aspectes: composició de façana, coronaments, elements decoratius de maó vist, de ceràmica vidrada, etc.